# پرش اسکله‌ای
پرش اسکله‌ای (به انگلیسی: Dock jumping) که به عنوان شیرجه اسکله‌ای (به انگلیسی: Dock diving) نیز شناخته می‌شود، یک ورزش سگ است که در آن سگ‌ها در پرش برای مسافت یا ارتفاع از یک اسکله به درون پیکرهٔ آبی رقابت می‌کنند.
مسابقات پرش اسکله در ایالات متحده و کشورهای دیگر مانند انگلستان، استرالیا، آلمان، و اتریش وجود دارد.